# 居什尼·瓦呂爾·居什納松
居什尼·瓦呂爾·居什納松 （英語：Guðni Valur Guðnason，1995年10月11日—）是冰島田徑運動員，專項是鐵餅。他被選中參加2016年夏季奧林匹克運動會。未能進入決賽。
他是冰島紀錄的保持人。
他取得2020年夏季奧林匹克運動會的參賽資格。